# Box-office France 1972
Cet article traite du box-office de 1972 en France.

## Les films de plus d'un million d'entrées
| Classement | Titre                                                  | Pays            | Réalisateur                                           | Box-office France |
| ---------- | ------------------------------------------------------ | --------------- | ----------------------------------------------------- | ----------------- |
| 1.         | Orange mécanique                                       |                 | Stanley Kubrick                                       | 6 193 896 entrées |
| 2.         | Les Fous du stade                                      |                 | Claude Zidi                                           | 5 744 270 entrées |
| 3.         | Le Dernier Tango à Paris                               |                 | Bernardo Bertolucci                                   | 5 150 995 entrées |
| 4.         | Il était une fois la révolution                        |                 | Sergio Leone                                          | 4 723 338 entrées |
| 5.         | Les Charlots font l'Espagne                            |                 | Jean Girault                                          | 4 162 897 entrées |
| 6.         | Tout le monde il est beau, tout le monde il est gentil |                 | Jean Yanne                                            | 4 076 678 entrées |
| 7.         | Le Parrain                                             |                 | Francis Ford Coppola                                  | 4 016 877 entrées |
| 8.         | L'Aventure c'est l'aventure                            |                 | Claude Lelouch                                        | 3 815 477 entrées |
| 9.         | Le Grand Blond avec une chaussure noire                |                 | Yves Robert                                           | 3 471 266 entrées |
| 10.        | On continue à l'appeler Trinita                        |                 | Enzo Barboni                                          | 3 038 838 entrées |
|            | Les 101 Dalmatiens (rep)                               |                 | Clyde Geronimi / Hamilton Luske / Wolfgang Reitherman | 2 830 000 entrées |
| 11.        | César et Rosalie                                       |                 | Claude Sautet                                         | 2 577 865 entrées |
| 12.        | Le Viager                                              |                 | Pierre Tchernia                                       | 2 191 183 entrées |
| 13.        | French Connection                                      |                 | William Friedkin                                      | 2 154 207 entrées |
| 14.        | Docteur Popaul                                         |                 | Claude Chabrol                                        | 2 062 335 entrées |
| 15.        | Il était une fois un flic                              | Georges Lautner | 2 045 307 entrées                                     |                   |
| 16.        | La Scoumoune                                           | José Giovanni   | 1 975 895 entrées                                     |                   |
| 17.        | Cosa Nostra                                            |                 | Terence Young                                         | 1 912 774 entrées |
| 18.        | La Vieille Fille                                       |                 | Jean-Pierre Blanc                                     | 1 889 299 entrées |
| 19.        | Dieu pardonne... moi pas !                             |                 | Giuseppe Colizzi                                      | 1 812 092 entrées |
| 20.        | Nous ne vieillirons pas ensemble                       |                 | Maurice Pialat                                        | 1 727 871 entrées |
| 21.        | Tintin et le Lac aux requins                           |                 | Raymond Leblanc                                       | 1 547 933 entrées |
| 22.        | Les Feux de la Chandeleur                              |                 | Serge Korber                                          | 1 491 680 entrées |
| 23.        | Le Charme discret de la bourgeoisie                    |                 | Luis Buñuel                                           | 1 490 924 entrées |
| 24.        | Délivrance                                             |                 | John Boorman                                          | 1 466 025 entrées |
| 25.        | Sex-shop                                               |                 | Claude Berri                                          | 1 465 092 entrées |
| 26.        | Un flic                                                |                 | Jean-Pierre Melville                                  | 1 463 903 entrées |
| 27.        | L'Attentat                                             |                 | Yves Boisset                                          | 1 424 336 entrées |
| 28.        | Harold et Maude                                        |                 | Hal Ashby                                             | 1 422 412 entrées |
| 29.        | Frenzy                                                 |                 | Alfred Hitchcock                                      | 1 421 516 entrées |
| 30.        | L'Apprentie sorcière                                   |                 | Robert Stevenson                                      | 1 316 579 entrées |
| 31.        | Les Malheurs d'Alfred                                  |                 | Pierre Richard                                        | 1 304 579 entrées |
| 32.        | Les Contes de Canterbury                               |                 | Pier Paolo Pasolini                                   | 1 290 802 entrées |
| 33.        | La Mandarine                                           |                 | Édouard Molinaro                                      | 1 266 317 entrées |
| 34.        | Bananas                                                |                 | Woody Allen                                           | 1 225 323 entrées |
| 35.        | Jeremiah Johnson                                       | Sydney Pollack  | 1 219 756 entrées                                     |                   |
| 36.        | Les Collines de la terreur                             | Michael Winner  | 1 126 033 entrées                                     |                   |
| 37.        | Elle cause plus... elle flingue                        |                 | Michel Audiard                                        | 1 110 539 entrées |
| 38.        | La Course du lièvre à travers les champs               |                 | René Clément                                          | 1 077 246 entrées |

## Box-office par semaine
| #  | Date (à partir du) | Film no 1                                              | Pays            | Entrées         | Sources |
| -- | ------------------ | ------------------------------------------------------ | --------------- | --------------- | ------- |
| 1  | 5 janvier 1972     | Les Bidasses en folie                                  |                 | 98 934 entrées  |         |
| 2  | 12 janvier 1972    | Les Bidasses en folie                                  | 86 954 entrées  |                 |         |
| 3  | 19 janvier 1972    | Le Viager                                              | 65 965 entrées  |                 |         |
| 4  | 26 janvier 1972    | French Connection                                      |                 | 103 894 entrées |         |
| 5  | 2 février 1972     | French Connection                                      | 92 606 entrées  |                 |         |
| 6  | 9 février 1972     | Il était une fois un flic                              |                 | 91 104 entrées  |         |
| 7  | 16 février 1972    | Il était une fois un flic                              | 76 403 entrées  |                 |         |
| 8  | 23 février 1972    | Il était une fois un flic                              | 59 895 entrées  |                 |         |
| 9  | 1er mars 1972      | Le Tueur                                               |                 | 76 786 entrées  |         |
| 10 | 8 mars 1972        | Les Malheurs d'Alfred                                  |                 | 58 514 entrées  |         |
| 11 | 15 mars 1972       | On continue à l'appeler Trinita                        |                 | 51 765 entrées  |         |
| 12 | 22 mars 1972       | La Mandarine                                           |                 | 59 386 entrées  |         |
| 13 | 29 mars 1972       | Il était une fois la révolution                        |                 | 103 152 entrées |         |
| 14 | 5 avril 1972       | Il était une fois la révolution                        | 93 621 entrées  |                 |         |
| 15 | 12 avril 1972      | Il était une fois la révolution                        | 78 875 entrées  |                 |         |
| 16 | 19 avril 1972      | Il était une fois la révolution                        | 62 662 entrées  |                 |         |
| 17 | 26 avril 1972      | Il était une fois la révolution                        | 68 836 entrées  |                 |         |
| 18 | 3 mai 1972         | Tout le monde il est beau, tout le monde il est gentil |                 | 123 859 entrées |         |
| 19 | 10 mai 1972        | L'Aventure c'est l'aventure                            | 134 977 entrées |                 |         |
| 20 | 17 mai 1972        | Tout le monde il est beau, tout le monde il est gentil | 128 301 entrées |                 |         |
| 21 | 24 mai 1972        | Tout le monde il est beau, tout le monde il est gentil | 101 879 entrées |                 |         |
| 22 | 31 mai 1972        | Tout le monde il est beau, tout le monde il est gentil | 84 540 entrées  |                 |         |
| 23 | 7 juin 1972        | Tout le monde il est beau, tout le monde il est gentil | 74 023 entrées  |                 |         |
| 24 | 14 juin 1972       | Tout le monde il est beau, tout le monde il est gentil | 62 784 entrées  |                 |         |
| 25 | 21 juin 1972       | Pour une poignée de dollars (reprise)                  |                 | 63 515 entrées  |         |
| 26 | 28 juin 1972       | Tout le monde il est beau, tout le monde il est gentil |                 | 70 049 entrées  |         |
| 27 | 5 juillet 1972     | Tout le monde il est beau, tout le monde il est gentil | 51 275 entrées  |                 |         |
| 28 | 12 juillet 1972    | Et pour quelques dollars de plus (reprise)             |                 | 46 210 entrées  |         |
| 29 | 19 juillet 1972    | Les Collines de la terreur                             |                 | 54 647 entrées  |         |
| 30 | 26 juillet 1972    | Le Bon, la Brute et le Truand (reprise)                |                 | 64 500 entrées  |         |
| 31 | 2 août 1972        | Le Bon, la Brute et le Truand (reprise)                | 48 422 entrées  |                 |         |
| 32 | 9 août 1972        | Joe Kidd                                               |                 | 58 882 entrées  |         |
| 33 | 16 août 1972       | Joe Kidd                                               | 36 881 entrées  |                 |         |
| 34 | 23 août 1972       | Elle cause plus... elle flingue                        |                 | 83 738 entrées  |         |
| 35 | 30 août 1972       | Elle cause plus... elle flingue                        | 62 536 entrées  |                 |         |
| 36 | 6 septembre 1972   | Le Dictateur (reprise)                                 |                 | 72 405 entrées  |         |
| 37 | 13 septembre 1972  | La Course du lièvre à travers les champs               |                 | 84 973 entrées  |         |
| 38 | 20 septembre 1972  | Les Fous du stade                                      |                 | 108 588 entrées |         |
| 39 | 27 septembre 1972  | Docteur Popaul                                         |                 | 115 559 entrées |         |
| 40 | 4 octobre 1972     | Docteur Popaul                                         | 91 135 entrées  |                 |         |
| 41 | 11 octobre 1972    | L'Attentat                                             |                 | 100 680 entrées |         |
| 42 | 18 octobre 1972    | Le Parrain                                             |                 | 162 893 entrées |         |
| 43 | 25 octobre 1972    | Le Parrain                                             | 142 811 entrées |                 |         |
| 44 | 1er novembre 1972  | Le Parrain                                             | 111 791 entrées |                 |         |
| 45 | 8 novembre 1972    | Le Parrain                                             | 83 362 entrées  |                 |         |
| 46 | 15 novembre 1972   | César et Rosalie                                       |                 | 73 387 entrées  |         |
| 47 | 22 novembre 1972   | César et Rosalie                                       | 69 080 entrées  |                 |         |
| 48 | 29 novembre 1972   | Les Contes de Canterbury                               |                 | 81 256 entrées  |         |
| 49 | 6 décembre 1972    | Cosa Nostra                                            |                 | 107 718 entrées |         |
| 50 | 13 décembre 1972   | Cosa Nostra                                            | 104 142 entrées |                 |         |
| 51 | 20 décembre 1972   | Les 101 Dalmatiens (reprise)                           |                 | 137 698 entrées |         |
| 52 | 27 décembre 1972   | Les 101 Dalmatiens (reprise)                           | 189 814 entrées |                 |         |